# Pilsting
Pilsting è un comune tedesco, situato nel circondario di Dingolfing-Landau in Baviera, Germania.